# Sepulcro del cardenal Diego Hurtado de Mendoza

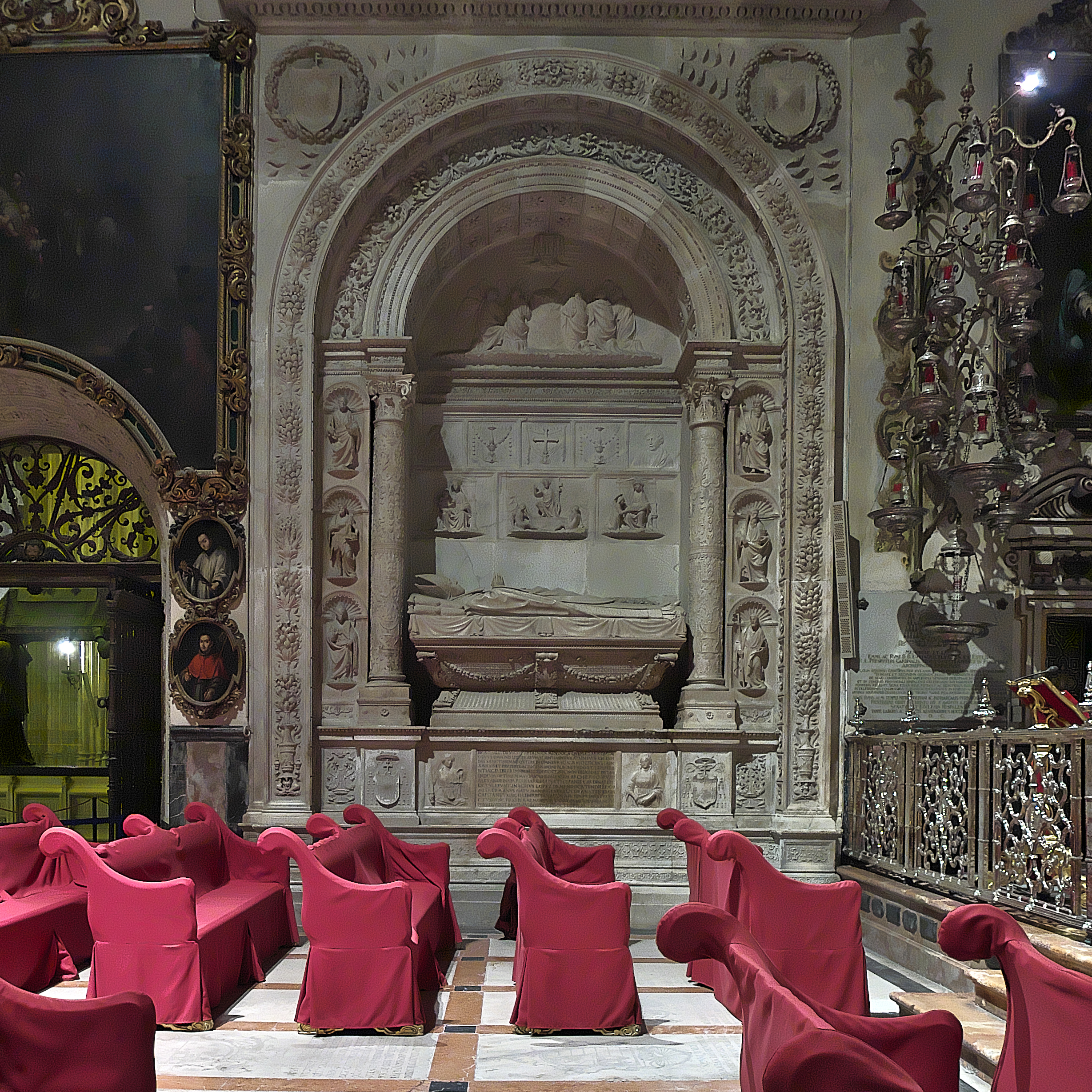
Sepulcro de Diego Hurtado de Mendoza y Quiñones. (Capilla de la Virgen de la Antigua de la catedral de Sevilla).

El sepulcro del cardenal Diego Hurtado de Mendoza es un monumento funerario realizado en 1509 por el escultor italiano Domenico Fancelli y a instancias del conde de Tendilla Íñigo López de Mendoza y Quiñones, que era hermano del difunto cardenal. 
Se encuentra en la capilla de la Virgen de la Antigua de la catedral de Sevilla. El sepulcro está concebido como arcosolio, en una pared de la capilla, con la figura yacente del cardenal todo en mármol de Carrara.

## Historia
El cardenal Diego Hurtado de Mendoza había muerto en Tendilla (Guadalajara de España) en 1502 y fue enterrado primeramente en el convento de Santa Ana de esta ciudad. En su testamento dejó escrito que quería ser enterrado en la capilla de la Antigua de la catedral de Sevilla, así que en 1504 se trasladaron sus restos al templo de esta ciudad. Su hermano el segundo conde de Tendilla contrató con el escultor italiano Domenico Fancelli en 1508 la ejecución del sarcófago. El sarcófago del cardenal Mendoza tuvo tanta aceptación que el cabildo de la catedral de Sevilla quiso que su autor se quedase allí para seguir haciendo más obras para la catedral. No fue posible.

## Descripción

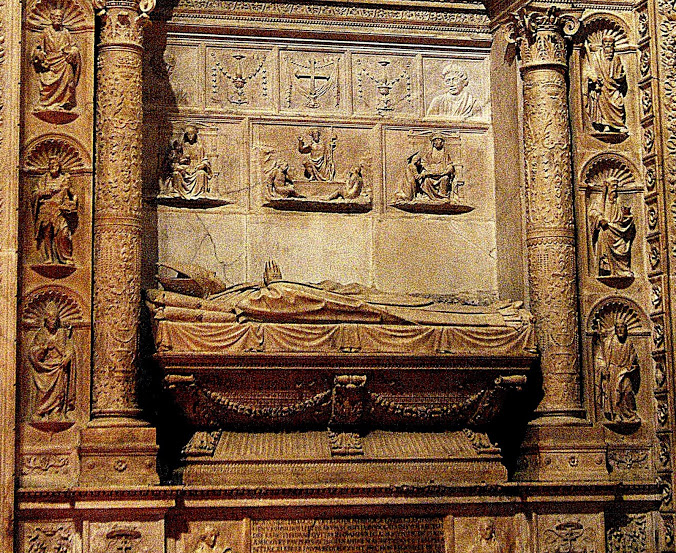
Sepulcro de Diego Hurtado de Mendoza y Quiñones.

Es un tipo de sepulcro arcosolio u hornacina muy del gusto de los artistas italianos del quattrocento en las iglesias de Florencia y Roma. El yacente, tratado con suaves líneas y planos, reposa sobre una cama o lecho que a su vez se sustenta sobre ménsulas que sujetan un cuerpo muy labrado y adornado con guirnaldas. Ver imagen
Sobre el cuerpo del personaje, en la pared, realizó Fancelli tres relieves representando a la Virgen sentada con el Niño, más la escena de la Resurrección y la de Santa Ana enseñando a leer a la Virgen. Por encima de este friso hay otro dividido en cuadros, con símbolos religiosos y en los extremos los retratos de los hermanos del cardenal, muy semejantes a los retratos de los sobrinos del obispo Thomas James (obispo) en su sepulcro de la catedral de Dolde-Bretagne (1507) realizados por Antoine de la familia de escultores Giusti de Florencia. Fue el historiador de arte Èmile Bertaux quien señaló este parecido, dando noticia probada de que Fancelli tuvo relación profesional con estos escultores.
El arco de medio punto descansa sobre columnas con fustes muy decorados. Le sigue otra rosca y finalmente otra a modo de guardapolvos, todas con abundante ornamentación renacentista. En las enjutas de la rosca exterior pueden verse los escudos de la familia Mendoza. A los lados de las columnas hay tres hornacinas aveneradas con las esculturas de San Pedro, San Juan, San Isidoro de Sevilla, San Pablo, Santiago y San Andrés.
En el centro del zócalo hay un epitafio con el resumen de la vida del cardenal que fue arzobispo hispalense y Patriarca de Alejandría.